# Librairie Fontaine Haussmann
 (juin 2024).
La librairie Fontaine Haussmann se situe au 50 rue De Laborde dans le 8ème arrondissement de Paris. C’était la librairie de Marcel Proust. Céleste Albaret, sa gouvernante allait y acheter des livres pour lui comme elle le raconte dans son livre Monsieur Proust .

## Histoire
« C’était une librairie de quartier, rue de Laborde, entre l’église Saint Augustin et le boulevard Haussmann. Le libraire s’appelait M. Fontaine ; Il était vieux, avec une petite calotte sur la tête et une blouse blanche. Il adorait son métier, à croire qu’il ne pouvait se résigner à quitter ses livres : même pendant la guerre, il tenait sa boutique ouverte jusqu’à 1 ou 2 heures du matin » citation de Céleste Albaret de son livre Monsieur Proust, reprise par la brochure Librairies Fontaine : 50 ans d’histoire.
« Le vieux libraire dont elle parle portait sans doute une blouse blanche et une calotte sur la tête mais ne s’appelait pas monsieur Fontaine. Il s’agissait plus certainement de monsieur Jules – Olivier Affolter qui reprit l’enseigne en 1899 pour l’installer à l’adresse actuelle. Aujourd’hui, la librairie de la rue de Laborde perpétue avec bonheur le souvenir de ce prestigieux voisinage. Elle offre à Paris un des rayons les plus complets sur Proust et propose régulièrement des animations, rencontres ou promenades ayant pour thème leur illustre client » Citation de M. Philippe Aubier brochure des librairies Fontaine des 50 ans. Comme nous le confirme Laure Hillerin dans son livre A la recherche de Céleste Albaret, le libraire que décrit Céleste en le nommant "M.Fontaine" était en réalité Jules Affolter, ancien collaborateur et successeur d'Auguste Fontaine"
Cette librairie généraliste a été ouverte en 1899 par Paul Affolter, relieur et Jules – Olivier Affolter, libraire sous l’enseigne Fontaine.
La librairie Fontaine a été créée en 1834 par Auguste Fontaine. Elle était située au 35 passage des Panoramas, près du boulevard Montmartre. Il y propose la vente de beaux livres de bibliophiles et d’éditions originales anciennes.
A la mort d’Auguste Fontaine, la librairie revient à son fils et à son gendre.
En 1888, la librairie est reprise par Emile Rondeau.
En 1899, la librairie s’installe donc au 50, rue de Laborde dans le 8ème arrondissement de Paris, elle est dirigée alors par Paul Affolter et son frère Jules-Olivier Affolter.
Elle sera reprise successivement par Jean Augoyat (1920), puis par Louis Bon (1932), et par son fils Christian Bon (1957). Elle est reprise en 2006 par Philippe Aubier, directeur de la librairie depuis 1999, et son associée Pauline Savatier.

## Activité
Lieu patrimonial et culturel, la librairie Fontaine Haussmann est aujourd’hui la dernière librairie généraliste du huitième arrondissement de Paris[réf. nécessaire].
Elle est caractérisée par son fonds et sa décoration sur Marcel Proust et Céleste Albaret.
Elle a le label LIR, attribué par le Centre national du livre.

## Prix Céleste Albaret
Ce prix a été créé en juin 2015, par le gérant de la librairie Fontaine Haussmann, Philippe Aubier et Jacques Letertre, propriétaire de l’hôtel littéraire Le Swann.
Le prix Céleste Albaret récompense chaque année, à l’hôtel littéraire Le Swann, les ouvrages en lien avec Marcel Proust et son époque (liste des ouvrages sélectionnés en 2024).